# Roberto Chiarini
Roberto Chiarini (Carpenedolo, 26 aprile 1943) è uno storico e politologo italiano.

## Biografia
Allievo dell'Almo Collegio Borromeo di Pavia, nell'Ateneo pavese perfeziona i suoi studi presso la Facoltà di Lettere e Filosofia dove si laurea con lode nel 1966 discutendo una tesi sullo statista liberale Giuseppe Zanardelli. Prosegue gli studi accademici grazie ad alcune borse di studio per divenire nel 1973 assistente di ruolo.
Nel 1978 diviene professore incaricato alla Facoltà di Scienze politiche dell'Università degli Studi di Milano, dove sviluppa ininterrottamente la sua attività di studio e di ricerca prima come professore associato poi come professore ordinario di Storia contemporanea e di Storia dei partiti.
Fa parte del Comitato scientifico della Fondazione Turati di Firenze, della Fondazione Lucchini di Brescia e del Comitato storico-scientifico della Fondazione Craxi di Roma di cui è stato presidente dal 2009 al 2014. È presidente del Centro studi e documentazione sul periodo storico della Rsi con sede in Salò.
Nel 2008 ha ricevuto un importante riconoscimento vincendo la prima edizione del Premio istituito dal Festival della Storia di Gorizia e intitolato allo storico Antonio Sema «per la riconosciuta capacità di unire l'alta qualità scientifica alla più apprezzata divulgazione, sapendo inoltre fornire interpretazioni originali rispetto ai problemi storiografici affrontati».

## Opere
- Politica e società nella Brescia zanardelliana. Le elezioni politiche a suffragio ristretto, 1876-1880, Milano, Giuffrè, 1973, IT\ICCU\LO1\0244617
- Giuseppe Zanardelli e la lotta politica nella provincia italiana. Il caso Brescia (1882-1902), Milano, SugarCo, 1976, IT\ICCU\SBL\0020949
- Brescia negli anni della ricostruzione 1945-1949 (a cura di Roberto Chiarini), Brescia, Micheletti, 1981, IT\ICCU\LO1\0058706
- Roberto Chiarini, Gianfranco Taglietti e Giuseppe Muchetti, Alfredo e Antonio Di Dio. Due giovani nella guerra partigiana dell'Ossola, 1943-1944, Cremona, Comune, 1982, IT\ICCU\TO0\0527575
- Roberto Chiarini e Paolo Corsini, Da Salò a piazza della Loggia. Blocco d'ordine, neofascismo, radicalismo di destra a Brescia, 1945-1974, Milano, Franco Angeli, 1983, IT\ICCU\UM1\0037574
- Roberto Chiarini e Paolo Corsini, La città ferita. Testimonianze, riflessioni, documenti sulla strage di Piazza della loggia (a cura di Roberto Chiarini e Paolo Corsini, con una lettera di Sandro Pertini), Brescia, Centro bresciano dell'antifascismo e della Resistenza, 1985, IT\ICCU\LO1\0357407
- Giuseppe Zanardelli (Atti del convegno di Brescia, 29-30 settembre, e Pavia, 1º ottobre 1983; a cura di Roberto Chiarini), Milano, Franco Angeli, 1985.
- Partiti di massa all'epoca del centrismo, in Gianfranco Petrillo e Adolfo Scalpelli (a cura di), Milano anni '50, Milano, Franco Angeli, 1986, pp. 397–453.
- L'armonia e l'ardimento. L'ascesa del fascismo nella Brescia di Augusto Turati, Milano, Franco Angeli, 1988. ISBN 88-204-2788-5.
- Fini e fine della politica. La sfida di Adriano Olivetti (con Giulio Sapelli), Milano, Edizioni di Comunità, 1990. ISBN 88-245-0454-X.
- Brescia rossa. Gli uomini e le storie del primo socialismo, Brescia, il Cordusio, 1992. ISBN 88-85380-02-6.
- Destra italiana. Dall'Unità d'Italia ad Alleanza Nazionale, Venezia, Marsilio, 1995. ISBN 88-317-6166-8.
- Antonio Bianchi e l'incivilimento delle campagne, Calcinato, Comune, 1995. ISBN 88-7385-248-3.
- Le origini dell'Italia repubblicana (1943-1948), in Giovanni Sabbatucci e Vittorio Vidotto (a cura di), Storia d'Italia, vol. V (La Repubblica 1943-1963), Roma-Bari, Laterza, 1997, pp. 3–126. ISBN 88-420-5360-0.
- Le trasformazioni della destra italiana nel XX secolo, in Les familles politiques en Europe occidentale au XX siècle (Atti del convegno di Bertinoro, 10-12 ottobre 1996), Roma, École française, 2000, pp. 271–287. ISBN 2-7283-0544-7.
- La destra allo specchio. La cultura politica di Alleanza nazionale (a cura di Roberto Chiarini e Marco Maraffi), Venezia, Marsilio, 2001. ISBN 88-317-7712-2.
- Brescia agli albori del Novecento. La sfida della modernità (a cura di Roberto Chiarini), Roccafranca, La compagnia della stampa, 2001. ISBN 88-8486-022-9.
- Quale Europa dopo l'euro (a cura di Roberto Chiarini; Atti dell'omonima serie di conferenze, Brescia 2000-2001, e del seminario "Riunificare l'Europa", Bruxelles 2000), Roma, Laterza, 2002. ISBN 88-420-6795-4.
- Figure del Risorgimento Italiano. Giuseppe Zanardelli 1826-1903. Il coraggio della coerenza (catalogo dell'omonima mostra, Roma, Vittoriano, 30 maggio - 7 settembre 2003, a cura di Roberto Chiarini, Claudio Strinati e Marco Pizzo), Milano, Skira, 2003. ISBN 88-8491-654-2.
- Alle origini dell'età giolittiana. La svolta liberale del governo Zanardelli-Giolitti, 1901-1903 (a cura di Roberto Chiarini; Atti dell'omonimo convegno, Brescia 2001), Venezia, Marsilio, 2003. ISBN 88-317-8214-2.
- Mussolini ultimo atto. I luoghi della Repubblica di Salò (a cura di Roberto Chiarini), Roccafranca, La compagnia della stampa, 2004. ISBN 88-8486-105-5.
- Zanardelli - grande bresciano, grande italiano. La biografia, Roccafranca, La compagnia della stampa, 2004. ISBN 88-8486-082-2.
- 25 aprile. La competizione politica sulla memoria, Venezia, Marsilio, 2005. ISBN 88-317-8658-X.
- Vivere al tempo della Repubblica sociale italiana (a cura di Roberto Chiarini e Marco Cuzzi), Roccafranca, La Compagnia della stampa, 2007. ISBN 978-88-8486-257-0.
- L'intellettuale antisemita (a cura di Roberto Chiarini, prefazione di Stefano Folli), Venezia, Marsilio, 2008. ISBN 978-88-317-9635-4.
- L'ultimo fascismo. Storia e memoria della Repubblica di Salò, Venezia, Marsilio, 2009. ISBN 978-88-317-9717-7.
- Italiani a regime. Sofferenze e rinunce prima della Liberazione 1943-1945 (a cura di Roberto Chiarini e Elena Pala), Milano, Mursia, 2013. EAN 9788842549093
- Alle origini di una strana Repubblica. Perché la cultura politica è di sinistra e il Paese è di destra, Venezia, Marsilio, 2013. isbn: 978-88-317-1603-1
- Brescia sotto le bombe 1940-1945 (a cura di R, Chiarini e E. Pala), Roccafranca, Massetti Rodella Editori, 2018.
- I giovani sotto il fascismo. Il progetto educativo di un dittatore (a cura di R, Chiarini e E. Pala), Roccafranca, Massetti Rodella Editori, 202o.
- Storia dell'antipolitica dall'Unità a oggi. Perché gli italiani considerano i politici una casta, Soveria Mannelli, Rubbettino, 2021.